# Batallón de Comunicaciones 601
El Batallón de Comunicaciones 601 «Sargento Mayor Manuel de Encalada» (B Com 601) es una unidad táctica de comunicaciones del Ejército Argentino con asiento de paz en la guarnición de ejército «City Bell», y asignada a la Jefatura de la Agrupación de Comunicaciones 601.

## Historia
A fines del año 1964 el Ejército Argentino creó el Batallón de Comunicaciones 601 con asiento en un cuartel de la Guarnición de Ejército «Campo de Mayo».
En el año 1971 la unidad adquirió el nombre Batallón de Comunicaciones de Comando 601 (B Com Cdo 601) pasando a depender en forma directa del Comando en Jefe del Ejército.
En 1973 cambió su asiento estableciéndose en la Guarnición City Bell.
El Batallón de Comunicaciones de Comando 601 integró el Agrupamiento A que se desplazó a la provincia de Tucumán por orden del Comando General del Ejército para reforzar la V Brigada de Infantería que llevaba adelante el Operativo Independencia. El Agrupamiento A se turnaba con los Agrupamientos B y C, creados para el mismo fin.
En 1975 el Batallón 601 segregó una de sus compañías, que dio paso a la creación de la Compañía de Operaciones Electrónicas 602.
En 1986 la unidad recuperó su nombre original Batallón de Comunicaciones 601 y pasó a integrar la Agrupación de Comunicaciones 601.

## Casos judiciales
En el año 2019 el Tribunal Oral en lo Criminal Federal N.º 2 de La Plata condenó a cadena perpetua a cuatro exoficiales del Batallón de Comunicaciones 601 por el homicidio de dos personas cometido el 6 de septiembre de 1977.